# محمد حسن الشريف
محمد حسن الشريف، كاتب وإذاعي ليبي.

## المؤهلات
- بكالوريوس في الشريعة، الجامعة الأردنية (1973).
- تمهيدي ماجستير في الدراسات الإسلامية، جامعة طرابلس/ ليبيا (1979).
- دبلوم الدراسات العليا في الإعلام، الجامعة الأردنية (1982).
- دراسات في مجال اللغة العربية وعلوم القرآن الكريم، أبرزها معجم صدر عام 1996 عن (مؤسسة الرسالة) في بيروت، وعنوانه (معجم حروف المعاني في القرآن الكريم) في ثلاثة مجلدات، وهو المعجم الأول من سلسلة معاجم قرآنية .

## الخبرات العملية
- معد ومقدم برامج إذاعية لغوية وفلسفية وتاريخية وإخبارية، ليبيا، ومذيع أخبار (1975 - 1979).
- كاتب مقالات في صحف ليبية (1975) منها صحيفة الفجر الجديد عندما كان يرأس تحريرها الأستاذ عبد الرحمن شلقم وزير الخارجية الليبي فيما بعد.
- مندوب ومحرر ومعد ومقدم برمج إخبارية في الإذاعة الأردنية بين عامي 1980 و1991.
- محرر في الشؤون العربية والدولية في بعض الصحف الأردنية، منها صوت الشعب، أخبار الأسبوع (صحيفة)، شيحان، الوفاق العربي والدولي (1982- 1988)، مع تولي وظيفة سكرتير التحرير في بعض المراحل.
- تدريس عدد من المواد الإعلامية المسموعة والمرئية والمقروءة في إحدى الكليات الجامعية المتوسطة في الأردن (كلية القدس) (1982 - 1984).
- إلقاء محاضرات حول قضايا إعلامية مختلفة في مركز التدريب الإعلامي التابع لمؤسسة الإذاعة والتلفزيون الأردنية في عمان (1985).
- تغطية أحداث سياسية لا حصر لها، بينها عدد من القمم العربية، ومؤتمر مدريد للسلام، و، وغيرها (1980 – 2002).
- رئيس تحرير أخبار في كل من الإذاعة والتلفزيون في مؤسسة الإذاعة والتلفزيون الأردنية (1989- 2000).
- إعداد وإدارة ندوات سياسية وثقافية، وبعضها يتعلق بقضايا الفكر الإسلامي وحاضر المسلمين، (التلفزيون الأردني 1991– 1993)
- إعداد وتقديم برامج وثائقية وندوات متلفزة في مؤسسة الشروق للإنتاج الإعلامي/ الأردن (1987 – 2002).
- رئاسة تحرير أخبار تلفزيونية في مؤسسة الشروق (1997 - 1998)، والإشراف على فرق المراسلين التابعين للمؤسسة في عدد من الدول، والإشراف على إعداد تقاريرهم ومونتاجها، والتعامل مع المحطات التلفزيونية التي تتلقاها، وتحديد احتياجاتها من التقارير الإخبارية الآنية والوثائقية).
- مساعد مدير الأخبار لشؤون التلفزيون، في مؤسسة الإذاعة والتلفزيون الأردنية (2000– 2002).
- مراقب لغوي (Language Monitor) في محطة (إم بي سي) (2002- 2003)
- مراقب لغوي (Language Monitor) في قناة العربية منذ إنشائها (ربيع عام 2003 حتى صيف عام 2016)
- كتابة وإعداد عدد كبير من البرامج والمسلسلات الوثائقية انتجتها شركة (O3 للإنتاج) التابعة لمجموعة (إم بي سي). ومعظمها كان من ثلاثين حلقة. ومنها:

- على خطى الرسول، حول الأماكن المقدسة في مكة المكرمة والمدينة المنورة (2004).
- التراث المعماري في مكة والمدينة وجدة (2005).
- قضية الحجاب في مصر (2005).
- ظاهرة الدعاة الجدد (2006).
- أرض الأنبياء، حول المواقع التي جرت فيها وقائع سير الأنبياء (2007).
- مواقع السيرة النبوية (2008).
- نساء داعيات (2008).
- فتح القسطنطينية، محمد الفاتح.. بُشرى النبي (ص) (2009).
- سير الصحابة (2009).
- نساء مؤمنات (2010).
- تاريخ دول الإسلام (2010).
- بيوت أذن الله أن ترفع (المساجد التاريخية في العالم الإسلامي) (2011).
- عظماء الإسلام (2011).
- مأساة الروهينغا (2012).
- تاريخ مدن الأندلس (2012).
- عمارة المسجد النبوي في التاريخ (2015).
- مدينة جدة في عيون الرحالة والمستشرقين (2015).